# Violences transphobes
Pour des articles plus généraux, voir Transphobie et Violence contre la communauté LGBT.
Les violences transphobes (en anglais : trans bashing) sont les violences notamment physiques, sexuelles ou verbales exercées à l’encontre des personnes trans. Elles sont commises en raison de l'identité de genre, et non de l'orientation sexuelle. Toutefois, une personne trans peut être victime d'homophobie si le persécuteur la perçoit en tant que gay ou lesbienne, plutôt qu'en tant que personne trans. Le terme a également été appliqué aux discours haineux envers les personnes trans et à leurs représentations dans les médias qui renforcent les stéréotypes négatifs à leur égard.
La discrimination, notamment la violence physique ou sexuelle, à l'encontre des personnes trans en raison de la transphobie ou de l'homophobie est un phénomène fréquent pour les personnes trans,,. Tous les trois jours, le meurtre d'une personne trans est signalé en Amérique[pas clair], et de nombreux meurtres sont sans doute ignorés. Les crimes de haine contre les personnes trans sont fréquents, et « dans certains cas, l'inaction de la police ou d'autres représentants du gouvernement conduit à la mort prématurée des victimes transgenres ».
L'un des incidents les plus célèbres, en décembre 1993, a été le viol et le meurtre de Brandon Teena, un jeune homme trans, par deux amis hommes après qu'ils ont découvert qu'il avait été assigné femme à la naissance. L'événement est devenu internationalement connu quand il a été raconté dans le film Boys Don't Cry, qui a valu un Oscar à Hilary Swank pour meilleure actrice.

## Différenciation entre violences transphobes et homophobes
Depuis les émeutes de Stonewall en 1969, les personnes issues de la grande communauté trans ont souvent été politiquement assimilées aux communautés lesbiennes, gays et bisexuelles. Cependant, des chercheurs et des militants de la communauté trans soutiennent que les violences transphobes sont distinctes de celles commises sur la base de l'orientation sexuelle (homophobes),,. Un argument est que l'amalgame entre la violence dirigée contre les personnes trans et celle envers les homosexuels efface les identités des personnes de la communauté trans, et la réalité de ce qui leur arrive. Cependant, les campagnes contre l'homophobie et la transphobie sont souvent considérées comme étant une cause commune.
Lors d'un évènement de ce type, les auteurs présumés de crimes haineux contre les personnes trans ont essayé d'utiliser le trans panic (en) comme argument de défense, une extension du gay panic defense,. Une revue de droit a fourni une analyse de l'argument du trans panic, en faisant valoir notamment que l'émotionnel joue un rôle prépondérant (le choc de la découverte inattendue des organes génitaux) mais il est différent du processus émotionnel ressenti dans le gay panic (choc lors des avances d'un membre du même sexe, peut-être en raison de l'homosexualité réprimée).

## Lois relatives à l'identité de genre

### International
Les Nations unies ont adopté la Déclaration Universelle des Droits de l'Homme en 1948. Bien que les droits des personnes LGBT ne soient pas explicitement mentionnés dans le document, un certain nombre d'articles sont susceptibles de concerner spécifiquement les personnes trans et la violence subie (y compris les violences physique, psychologique, juridique et politique).
- L'article 2 autorise les individus à « jouir de tous les droits et libertés énoncés dans la déclaration, sans aucune distinction, notamment de race, de couleur, de sexe, de langue, de religion, d'opinion politique ou autre, comme l'origine nationale ou sociale, la richesse, la naissance ou toute autre situation ».
- L'article 5 dispose que « nul ne peut être soumis à la torture ou à des traitements cruels, inhumains ou dégradants ».
- L'article 7 dispose que « toutes les personnes sont égales devant la loi et ont le droit à une égale protection de la loi, sans discrimination. Tous ont droit à une protection égalitaire contre toute discrimination qui violerait la présente Déclaration et contre toute provocation à une telle discrimination ».
- L'article 9 interdit « l'arrestation arbitraire, la détention ou l'exil » (qui, selon l'article 2, est protégée de la distinction fondée sur l'identité ou la croyance).
- L'article 20 dispose que « chacun a droit à sa liberté d'opinion et d'expression ; ce droit implique la liberté d'avoir des opinions sans interférence et de rechercher, de recevoir et de répandre des informations et des idées par tout moyen et sans considération de frontières »[18].

### Amérique du Nord

#### États-Unis

Loi sur les crimes haineux envers les personnes LGBT aux États-Unis ; celle-ci englobe à la fois l'orientation sexuelle et l'identité de genre.

Aux États-Unis, actuellement seize états, plus le District de Columbia ont des lois de protection contre les crimes de haine sur la base de l'identité de genre (elles existent en Californie, Colorado, Connecticut, Delaware, Hawaii, Maryland, Massachusetts, Minnesota, Missouri, Nevada, New Jersey, Nouveau-Mexique, Oregon, Rhode Island, Vermont, Washington, et Washington).
À la fin des années 2000, au quartier gay de Seattle, dans la Colline du Capitole, il y a eu les preuves d'une augmentation des violences transphobes. Il est aussi question de « harcèlements en public » selon Rachel Levine, la secrétaire d'État à la santé des États-Unis en 2022.

### Europe

#### Malte
Malte a fait passer la loi sur « l'identité de genre, l'expression de genre, les caractéristiques sexuelles » en 2015. Ce projet de loi stipule que tous les citoyens de Malte ont le droit :
1. À la reconnaissance de leur identité de genre
2. Au libre développement de leur personne en fonction de leur identité de genre
3. D'être traités en fonction de leur identité de genre et, en particulier, à être identifiés de cette manière dans les documents
4. À l'intégrité et à l'autonomie physique[22]

Cette loi protège l'identité de genre d'une personne à tout moment. Elle précise également que « personne ne doit être tenu de fournir la preuve d'une intervention chirurgicale totale ou partielle de réassignation génitale, de thérapies hormonales ou de tout autre traitement psychiatrique, psychologique ou médical faisant usage de leur droit à l'identité de genre ». La loi permet aux parents de reporter l'inscription du genre de l'enfant sur le certificat de naissance et interdit « les traitements non médicalement nécessaires sur les caractéristiques sexuelles d'une personne »,.

## Dans les médias
Les médias peuvent contribuer à augmenter les violences transphobes par la désinformation et les tactiques de peur. Les personnes trans ont souvent une image négative dans les médias ou n'y sont pas représentées du tout. Elles peuvent être présentées comme des curiosités ou des bizarreries, comme mentalement instables ou comme des prédateurs. Un exemple public de ce phénomène est l'attention portée à la transition de Chelsea Manning, une soldate trans de l'armée américaine emprisonnée pour la divulgation de documents classés à WikiLeaks. L'histoire de la transition de Manning a été présentée sur Fox News avec la chanson d'Aerosmith « Dude (Looks Like a Lady) », tandis que Gretchen Carlson se référait à Chelsea par son nom de naissance, Bradley, tout en se moquant du New York Times qui cherchait à l'aider (« lui ») en employant le pronom de genre féminin. En prison, l'armée a refusé sa demande de se laisser pousser ses cheveux longs comme les autres femmes détenues, et ils ont continué à se référer à elle en tant que « Bradley » afin « d'éviter la confusion » jusqu'à ce qu'un mandat de la cour parvienne afin de se référer à elle par le pronom de genre féminin. Le 5 février 2015, Manning est devenue le premier membre de l'armée des États-Unis à avoir un traitement hormonal approuvé par l'armée.
Le professeur en études de genre Alexandre Baril rapporte que les médias participent aux violences transphobes en surexploitant la thématique de la transidentité sans égard au bien-être des personnes concernées. Pour ce faire, les médias misent sur le sensationnalisme pour satisfaire la curiosité du public. Ils mettent l'accent sur la transition physique, s'intéressent aux détails de la vie privée et diffusent des images intimes. Les identités des personnes trans sont alors réduites à leur corps et leur témoignage doit suivre un script précis, passant par le dévoilement des détails de la vie intime, du corps, des organes génitaux et de la vie sexuelle, tandis que les problématiques sociales, culturelles, politiques, économiques, juridiques et médicales sont exclues des interventions médiatiques. « La réception de ces images et de ces témoignages n'est pas homogène et peut donner lieu à diverses interprétations. » Même si le script dominant dans les médias peut contribuer à sensibiliser le public, briser les tabous et aider d'autres personnes trans, l'injonction à ce script peut également être vécue comme une violence sexuelle ou une objectivation, sexualisation et fétichisation des corps trans. La diffusion des images intimes et des témoignages sur la transition physique peut être utilisée « d'une manière qui rend mal à l'aise [les personnes trans], les vulnérabilise et les expose à des dangers potentiels, comme le harcèlement public, la discrimination, la perte d'emploi, et plus encore. »

## Santé trans
Selon le National Transgender Discrimination Survey Report on Health and Health Care (NTDSR), qui a sondé 6 450 personnes trans et de genre non-conforme en 2011, les gens qui ne s'identifiaient pas à leur sexe assigné à la naissance faisaient face à des obstacles concernant l'obtention de soins de santé, et avaient une plus grande probabilité de faire face à des problèmes de santé liés à leur identité de genre.

### Santé mentale
Les personnes trans rencontrent plus de problèmes de santé mentale, comme la dépression, l'anxiété, les tentatives de suicide, et le stress post-traumatique (SPT), ainsi que des disparités en matière de santé (par exemple, des maladies cardiovasculaires). Les personnes trans ont également un taux plus élevé de tentatives de suicide que la population générale. En 2013, 2,2 % des adultes américains avaient tenté de se suicider, tandis que 41 % des personnes trans avaient tenté de se suicider en 2011. Le taux de tentatives de suicide chez les personnes trans ont augmenté de 51 % pour intimidation ou harcèlement scolaire, à 55 % pour perte récente d'emploi à cause de transphobie, et de 61 % et 64 % pour avoir été victimes d'agression physique et sexuelle, respectivement. Une faible estime de soi chez les personnes trans est liée à un risque élevé de transmission du VIH,. En 2008, le taux de VIH chez les femmes trans en Amérique du Nord était de 27,7 %.
La nécessité de traitement des personnes transidentitaires est soulignée par le taux élevé de problèmes de santé mentale, notamment la dépression, l'anxiété, et les addictions aux substances, ainsi qu'un taux supérieur de suicide chez les personnes transgenres non traitées, par rapport à la population générale. Le risque de suicide est 7 fois plus élevé par rapport à l'ensemble de la population pour ce qui concerne les données françaises. Ces problèmes sont atténués par un changement de rôle de genre ou de caractéristiques physiques.
Les thérapies de l'identité sexuelle qui tentent de modifier l'identité de genre vers celle qui est considérée comme appropriée par rapport au sexe assigné sont généralement inefficaces voire néfastes : en 2019, une étude sur 28 000 personnes transgenres montre que les personnes en ayant suivi ou subi étaient plus de deux fois plus nombreuses à avoir déjà tenté de se suicider que leurs pairs ayant suivi ou subi un autre type de traitement. Les patients qui avaient moins de 10 ans lorsque des praticiens ont tenté d'« aligner leur identité de genre sur le sexe attribué à la naissance » présentent un risque relatif de tentative de suicide quadruplé. En outre, les personnes transgenres ayant dans le passé suivi ou subi une thérapie de conversion étaient 1,5 fois plus susceptibles que leurs pairs ayant subi une autre forme de thérapie d’avoir subi une « détresse psychologique grave » lors du mois précédant l’enquête. Cette étude n'a pas pu identifier de différence significative de risque entre les personnes ayant été orientées vers un traitement de conversion par des conseillers religieux ou celles ayant été orientées par des professionnels de la psychologie.

### Accès aux soins de santé
En 2010 et en 2011, une étude du NTDSRs a révélé que 19 % des personnes interrogées se sont vu refuser des soins médicaux en raison de leur identité de genre, et 50 % ont signalé le manque de connaissances des prestataires de santé concernant les besoins médicaux des personnes trans,. La discrimination inclut le refus de fournir des services qui sont disponibles pour les autres patients, le refus de fournir des services de soutien, l'obligation de participer à une thérapie de conversion, et toute forme d'ingérence concernant le droit de bénéficier de soins de santé.

### Disparités raciales
L'ethnie a été montrée comme aggravant les discrimination basées sur l'identité de genre,. Les femmes trans noires ont le taux le plus élevé de suicide au sein de la communauté des États-Unis, et près de la moitié ont tenté de se suicider, tandis que les femmes cisgenres noires ont un taux de tentative de suicide de 1,7 % en moyenne. Les étudiants trans de couleur font face à des taux plus élevés de harcèlement et de violence dans les écoles. Les élèves trans amérindiens sont confrontés aux taux les plus élevés d'agressions sexuelles à l'école (24 %), suivie par les étudiants multi-ethniques (18 %), asiatiques (17 %), et noirs (15 %). Les personnes trans blanches font face à un taux d'agressions sexuelles de 9 %. Les femmes trans noires ont un taux plus élevé d'infection par le VIH que les autres groupes, avec un taux de 30,8 % à 56,3 %, contre 27,7 % en moyenne des personnes trans MtF.

#### Police et incarcération
En 2011, une étude nationale sur la discrimination des personnes trans a révélé que 22 % des répondants qui avaient interagi avec la police ont fait état de harcèlement. 20 % ont déclaré un déni d'égalité des services. 48 % ont déclaré être mal à l'aise pour demander l'aide de la police. Les répondants qui avaient fait de la prison ont rapporté un taux plus élevé de harcèlement provenant de la part des agents que des autres détenus. Sur tous les répondants, 7 % ont signalé avoir été détenu en prison, uniquement en raison de l'expression de leur identité de genre, alors que ce nombre était de 41 % pour les répondants Noirs, et de 21 % pour les personnes trans Latino. Les personnes trans ont déclaré s'être vues refuser des soins médicaux en prison, en particulier l'hormonothérapie, avec un taux d'autant plus élevé que les personnes trans étaient noires et amérindiennes.